# Wonderful Life (альбом)
Wonderful Life — дебютный студийный альбом британской группы Black (позже личный псевдоним Колина Вирнкоумба), выпущенный в 1987 году. В сентябре того же года он занял 3 место в UK Albums Chart. Также диск получил статус платинового.
Три песни были написаны в соавторстве с коллегой, клавишником Дэйвом «Диксом» Дики.
| Оценки критиков | Оценки критиков |
| Источник        | Оценка          |
| --------------- | --------------- |
| AllMusic        | [ 3 ]           |

## Список композиций
Автор всех песен Колин Вирнкоумб, кроме отмеченных

### LP-версия
1. «Wonderful Life» — 4:46
2. «Everything’s Coming Up Roses» — 4:04
3. «Sometimes for the Asking» — 4:09
4. «Finder» — 4:12
5. «Paradise» (Дики, Вирнкоумб) — 4:51
6. «I’m Not Afraid» (Дики, Вирнкоумб) — 5:00
7. «I Just Grew Tired» — 4:15
8. «Blue» (Дики, Вирнкоумб) — 3:38
9. «Just Making Memories» — 4:26
10. «Sweetest Smile» — 5:19

### CD-версия
1. «Wonderful Life» — 4:46
2. «Everything’s Coming Up Roses» — 4:04
3. «Sometimes for the Asking» — 4:09
4. «Finder» — 4:12
5. «Paradise» (Дики, Вирнкоумб) — 4:51
6. «I’m Not Afraid» (Дики, Вирнкоумб) — 5:00
7. «I Just Grew Tired» — 4:15
8. «Blue» (Дики, Вирнкоумб) — 3:38
9. «Just Making Memories» — 4:26
10. «Sweetest Smile» — 5:19
11. «Ravel in the Rain» (Дики, Вирнкоумб) — 3:47
12. «Leave Yourself Alone» — 4:32
13. «Sixteens» — 3:56
14. «It’s Not You Lady Jane» (Дики, Вирнкоумб) — 3:25
15. «Hardly Star-Crossed Lovers» — 2:51

## Участники записи

### Музыканты
- Колин Вирнкоумб — вокал
- Рой Коркилл — безладовая бас-гитара
- Джимми Хьюз[англ.] — ударные
- Мартин Грин — саксофон
- Дэйв «Дикс» Дики — клавишные, программирование
- The Creamy Whirls (Тина Лабрински, Сара Ламарра) — бэк-вокал
- Джимми Сангстер — электрик-бас
- Дорин Эдвардс — дополнительный бэк-вокал
- The Sidwell Brothers — медные духовые музыкальные инструменты

### Производство
- Записано в Powerplant Studios (Лондон), Square One Studio (Бери).
- Звукорежиссёр: Стивен Бойс-Бакли и Pink Studio (Ливерпуль).